# Tallskrika
Tallskrika (Gymnorhinus cyanocephalus) är en hotad nordamerikansk fågel i familjen kråkfåglar.

## Utseende och läten
Tallskrikan är en 25,5 cm lång kråkfågel med kort stjärt och lång, rak näbb. Fjäderdräkten är helt ljusblå. Enda något sånär lika arten är mexikansk skrika, men denna är tydligt ljusare under och har mycket längre stjärt. Bland lätena hörs olika sorters mjuka, nasala ljud.

## Utbredning och systematik
Tallskrikan förekommer i tallskogar i västra USA, från södra Oregon till norra Baja. Fågeln placeras som enda art i släktet Gymnorhinus.

## Status
Tallskrikan minskar relativt kraftig i antal till följd av försämring av dess levnadsmiljö. Fågeln är därför upptagen på internationella naturvårdsunionen IUCN:s röda lista över hotade arter, kategoriserad som sårbar (VU). Beståndet uppskattas till 770 000 vuxna individer.